# David de Coninck

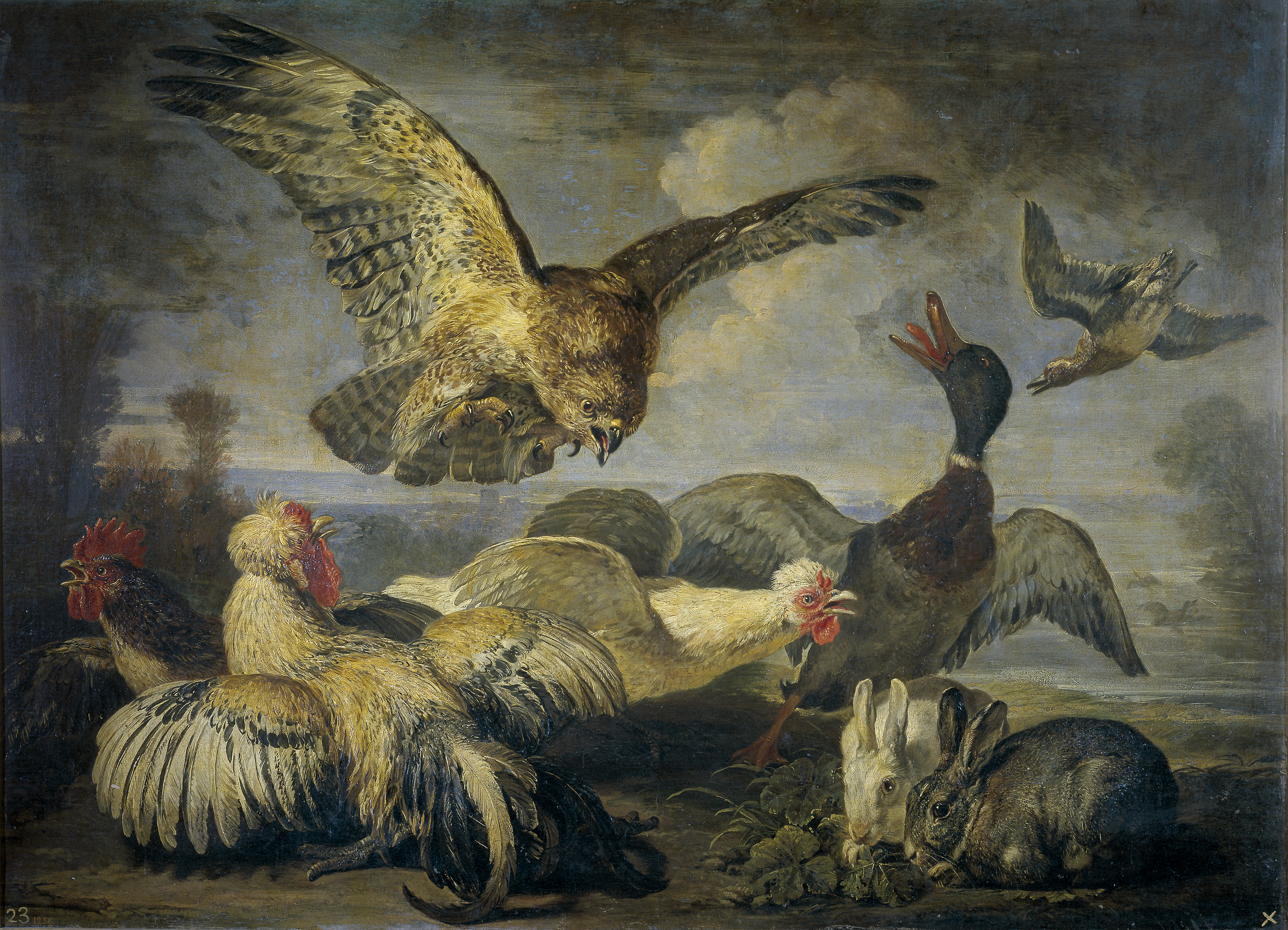
Un milano y varias aves, óleo sobre lienzo, 95 x 134 cm, Madrid, Museo del Prado.

David de Coninck (Amberes, ca. 1644-Bruselas, ca. 1701-1705) fue un pintor barroco flamenco, especializado en la pintura de bodegón de animales y caza.
Formado con Pieter Boel, en cuyo taller se le documenta en 1659, en 1663 fue admitido como maestro en el gremio de San Lucas de Amberes. En 1669 se trasladó a París junto con Nicasius Bernarts y de allí marchó a Roma donde permaneció activo de 1671 a 1694. Aquí se incorporó a la comunidad de los bentvueghels en la que adoptó como seudónimo Rammelaer. En este año pasó a Viena y en 1697 retornó a Amberes. En 1701 se registró en el gremio de San Lucas de Bruselas, siendo esta la última noticia que se tiene de su vida.
Como pintor se especializó en la pintura de animales vivos, principalmente aves de corral y bodegones de caza, en ocasiones situados en paisajes o jardines en un estilo elegante que derivando de Jan Fyt podría calificarse como tardobarroco.